# Castel Film Romania
Castel Film Romania este o companie de producție filme fondată în 1992 de producătorul de film român Vlad Păunescu și de producătorul de la Hollywood Charles Band. Multe filme Full Moon au fost produse în studiourile Castel inclusiv seriile Josh Kirby, Trancers 4 și Hideous.
Castel a produs peste 100 de filme printre care Muntele rece  și serialul de televiziune softcore Life on Top.
Câțiva parteneri ai companiei sunt Warner Bros., Paramount, Miramax, Focus Features, Sony Pictures, Beacon, HBO, Dimension Films, ABC Network, Section Eight, USA Network, Kushner-Locke, Trimark Pictures, Full Moon Entertainment, Granada Media, BOX TV, Esqwad, JLA Production, Les Productions du Tresor, Raphael Films, Noe Productions.
Castel Film are nouă studiouri, dintre care cel mai mare este studioul nr. 5, cu o suprafață de 3354 de metri pătrați. Studioul are o pădure și o zonă pe malul lacului.

## Listă de filme
- Leapin' Leprechauns! (1995). Regia Ted Nicolaou
- Spellbreaker: Secret of the Leprechauns (1996). Regia Ted Nicolaou
- Regatul secret (The Secret Kingdom, 1998). Regia David Schmoeller
- Dragonworld: The Legend Continues (1999) Regia Ted Nicolaou
- Duhul năzdrăvan (The Incredible Genie, 1999)
- Orașul fantomă (1999)  regia Jeff Burr
- Fata lup (Wolf Girl, 2001). Regia Thom Fitzgerald
- Tânărul Sherlock Holmes (Sherlock: Case of Evil, 2002). Regia Graham Theakston
- Muntele rece (Cold Mountain, 2003). Regia Anthony Minghella
- Dracula II: Înălțarea (Dracula II: Ascension, 2003). Regia Patrick Lussier
- Fiul lui Chucky (Seed of Chucky, 2004). Regia Don Mancini
- Hellraiser: Hellworld (2005). Regia Rick Bota
- Hellraiser: Deader (2005). Regia Rick Bota
- Dracula III: Moștenirea (Dracula III: Legacy, 2005). Regia Patrick Lussier
- Trăgător de elită (The Marksman, 2005). Regia Marcus Adams
- Ei atacă (Ills; Them, 2006). Regia David Moreau, Xavier Palud
- Impuls ucigaș (Pulse, 2006). Regia Jim Sonzero
- Detonatorul (The Detonator, 2006). Regia Po-Chih Leong
- Oglinzi malefice (Mirrors, 2008). Regia Alexandre Aja
- Anaconda 3 (Anaconda: Offspring, 2008). Regia Don E. FauntLeRoy
- Viață pentru viață (Adam Resurrected, 2008). Regia Paul Schrader
- Flu Bird Horror (2008). Regia Leigh Scott
- Legiunea Străină (2008). Regia Mircea Daneliuc
- Anaconda 4: Drumul sângelui (Anacondas: Trail of Blood, 2009). Regia Don E. FauntLeRoy
- Ghost Rider: Demonul răzbunării (Ghost Rider: Spirit of Vengeance, 2012). Regia Mark Neveldine, Brian Taylor
- Vârcolacul: Bestia dintre noi (Werewolf: The Beast Among Us, 2012). Regia Louis Morneau
- Infern în Tombstone (Dead in Tombstone, 2013). Regia Roel Reiné, producător Mike Elliott
- Noaptea fricii 2 (Fright Night 2: New Blood; 2013). Regia Eduardo Rodriguez
- Printre inamici (Walking with the Enemy; 2013). Regia Mark Schmidt
- Dușmanul din umbră (Dying of the Light, 2014). Regia Paul Schrader
- Pentru regină și țară (Queen and Country, 2014). Regia John Boorman
- Ultima confruntare (A Good Man, 2014). Regia Keoni Waxman
- Inimă de dragon 3: Blestemul vrăjitorului (Dragonheart 3: The Sorcerer's Curse, 2015). Regia Colin Teague
- Regele Scorpion: Lupta pentru putere (The Scorpion King: The Lost Throne, 2015). Regia Mike Elliott
- Condamnat la iertare (Absolution, 2015). Regia Keoni Waxman
- O coroană de Crăciun (Crown for Christmas, 2015). Regia Alex Zamm
- High Strung (2016). Regia Michael Damian
- Ce s-a întâmplat cu Luni? (What happened to Monday?, 2017). Distopie. Regia Tommy Wirkola
- Inimă de dragon 4 (Dragonheart 4, 2017). Regia Patrik Syversen
- Cronicile fricii (The Crucifixion, 2017). Regia Xavier Gens
- O iarnă regală (Royal Winter, 2017). Regia Ernie Barbarash
- Un prinț de Crăciun (A Christmas Prince, 2017). Regia Alex Zamm
- Pe urmele lui Salazar (Killing Salazar, 2017). Regia Keoni Waxman
- Călugărița: Misterul de la mănăstire (The Nun, 2018). Regia Corin Hardy
- Free Dance (2018). Regia Michael Damian
- Sharknado 6 (The Last Sharknado: It's About Time, 2018). Regia Anthony C. Ferrante
- Backdraft II (2019). Regia Gonzalo López-Gallego